# Thurstoneschaal
De Thurstoneschaal was de eerste wetenschappelijke methode in de psychologie om attitudes te meten. Zij werd in 1928 ontwikkeld door Louis Leon Thurstone om attitudes ten opzichte van religie te meten.
De schaal bestaat uit een aantal beweringen, die door de onderzoeker voorzien zijn van een numerieke waarde. Beweringen die meer overeenkomen met de onderliggende attitude krijgen een hogere numerieke waarde. Voor de uiteindelijke schaalberekening worden alle waarden van beweringen waar de respondent het mee eens is bij elkaar opgeteld.
Thurstoneschaal · Likertschaal · Guttmanschaal · semantisch differentiaal · Stapelschaal · Justerschaal · visueel analoge schaal